# 肥塚見春
肥塚 見春（こえづか みはる、1955年（昭和30年） - ）は、日本の実業家。髙島屋代表取締役専務を務めた。

## 来歴・人物
一橋大学社会学部卒業後、1979年髙島屋入社。1985年夫の転勤に伴い退職するが、石原一子が肥塚のために設立した再雇用制度を利用し、1987年復帰。
販売現場で経験を積み、MD本部商品第2部ディビジョン長、執行役員広報・IR室長、上席執行役員営業企画部長などを経験。 
2010年、岡山髙島屋取締役社長兼店長として、女性視点の改革を行い2013年2月期に5年振りに黒字化させた。その手腕を買われ、2013年5月取締役、代表取締役 (高島屋では女性初) 専務企画本部長 、2014年代表取締役営業本部長、2016年顧問。
2016年Dear Mayuko代表取締役社長、2018年顧問、日本郵政取締役。
2019年南海電気鉄道取締役、2020年高島屋参与、日本ペイントホールディングス取締役。2022年積水化学工業取締役、文部科学省日本ユネスコ国内委員会委員。